# دالفسن
دالفسن Dalfsen  هي بلدية ومدينة بمقاطعة أوفرآيسل شرق هولندا.

## طوبوغرافيا
خريطة طوبوغرافية هولندية لبلدية دالفسن، يونيو 2015، (تقرأ بعد ثلاث نقرات على الخريطة).

## معرض صور

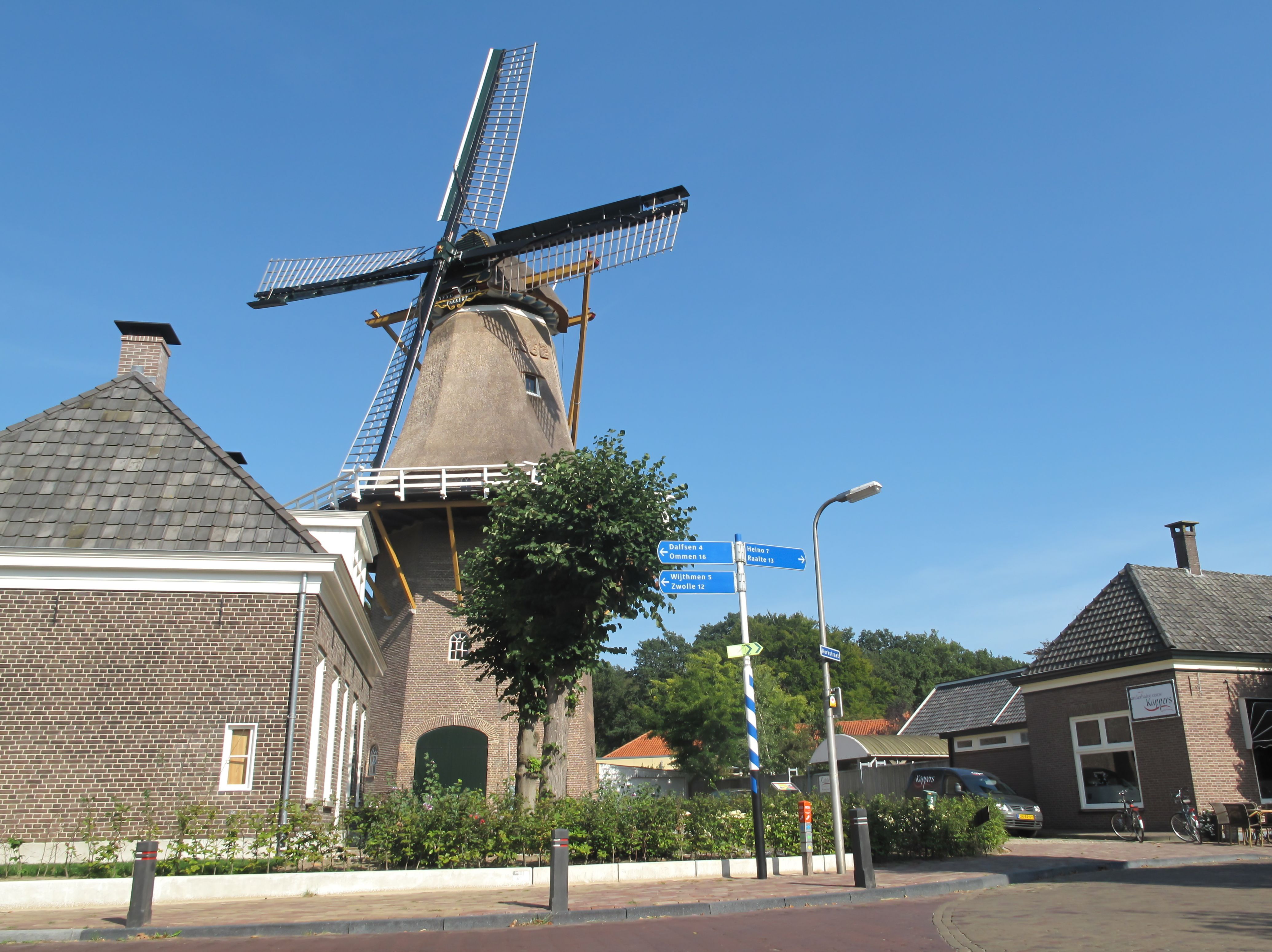
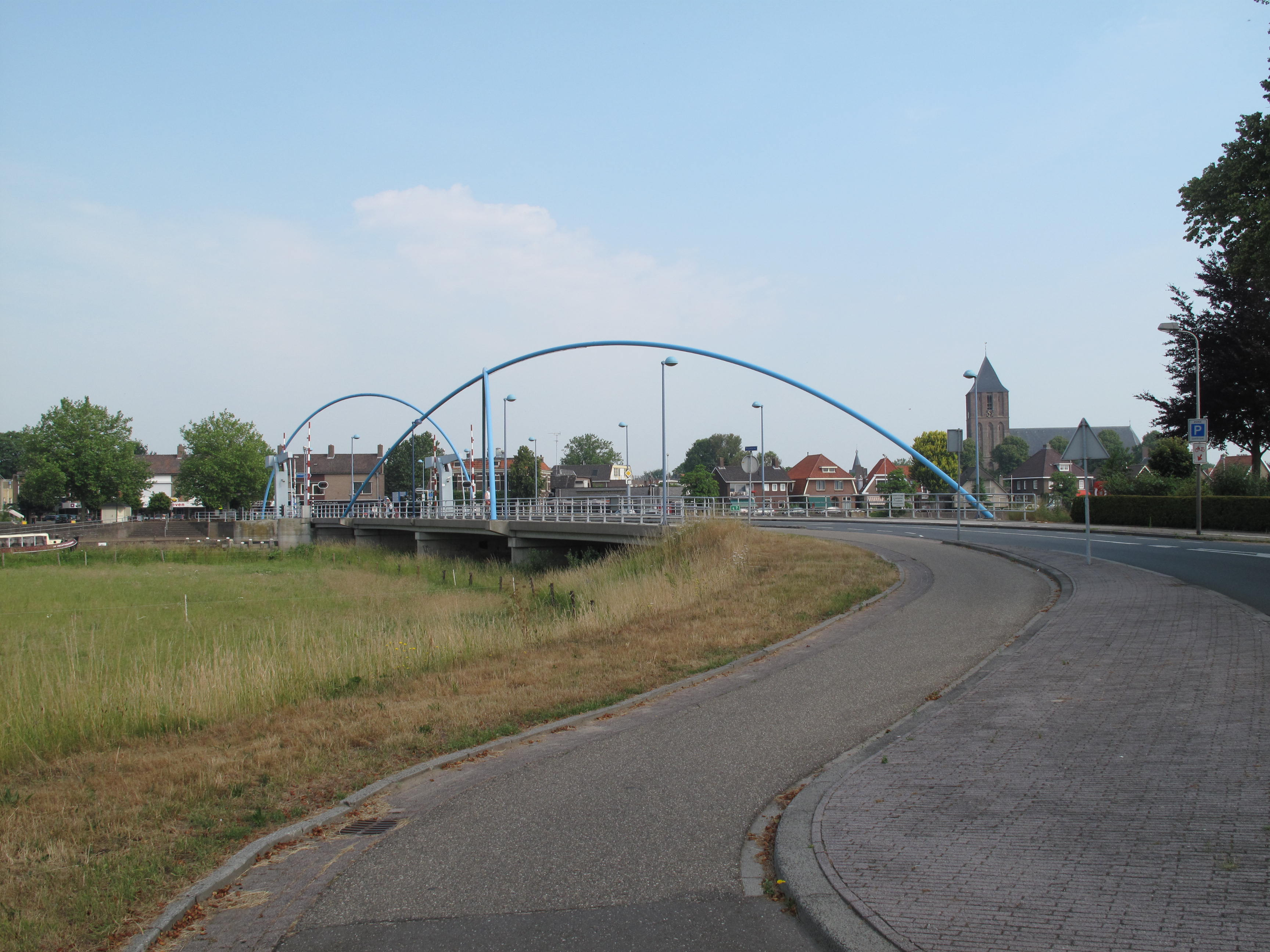
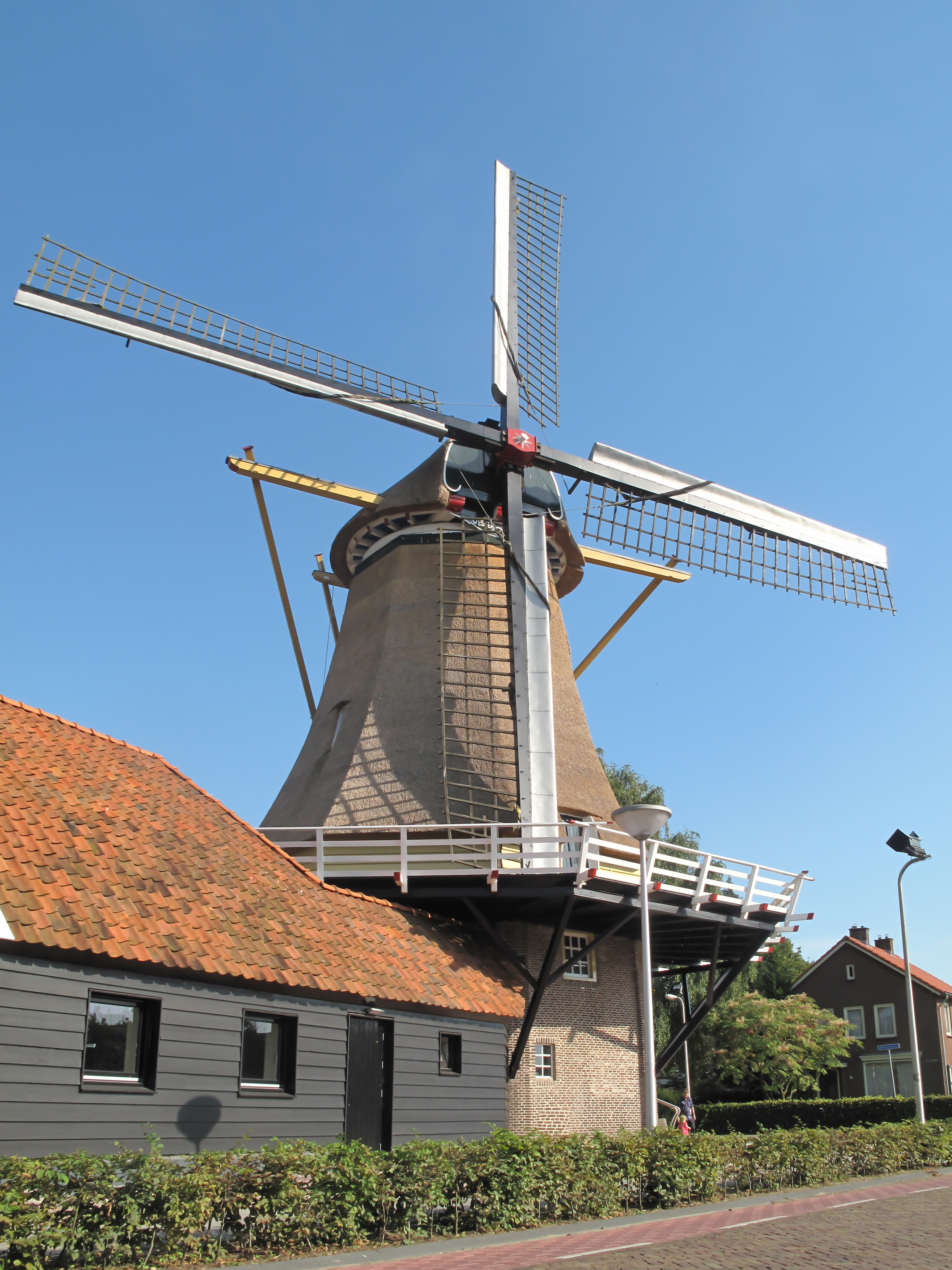

## توأمة
لدالفسن اتفاقيات توأمة مع:
- هورستل